# رحيم أباد (كورك وناريتش)
رحیم أباد (بالفارسية: رحیم‌آباد) هي قرية تقع في إيران في البلدة المركزية.